# Superpotência emergente

Os atuais países que têm sido apontados para se tornar (ou se manter) como uma superpotência no século XXI:
Estados Unidos (atual superpotência)
Rússia
Índia
China
União Europeia

Uma superpotência emergente é um país ou conjunto de países, como no caso da União Europeia, que demonstram ter potencial, seja político, econômico ou militar, para transformar-se em uma superpotência no futuro.
Vários países têm sido considerados como parte do processo de se transformar em uma superpotência em algum momento do século XXI. Atualmente, apenas os Estados Unidos cumpre os critérios para ser considerado uma superpotência. Entre os mais citados estão a China, a Índia, a União Europeia, a Rússia. No entanto, esse tipo de previsão não é perfeita. Por exemplo, na década de 1980, muitos analistas políticos e econômicos previram que o Japão acabaria por aderir ao status de superpotência, devido à sua enorme produto interno bruto (PIB) e um elevado crescimento económico naquela época.

## Brasil
O Brasil é um tema surgido em meio a seu contingente populacional e ao crescimento econômico do Brasil desde o Plano Real. Tal consideração de superpotência emergente, em âmbito internacional, se insere no contexto em que, desde 2001, com a criação da expressão BRIC (acrônimo para Brasil, Rússia, Índia e China), o país passou a ser um importante ator no cenário mundial, canalizando vários investimentos. O Brasil é a décima segunda maior economia do mundo por PIB nominal e a oitava por paridade do poder de compra. Em 2008, o PIB real brasileiro atingiu a marca de 2,030 trilhões de dólares passando países como Canadá, Itália e Reino Unido e se aproximando da França. O Brasil é o maior detentor de bacias de águas doce do mundo e possui a 9ª maior reserva de petróleo do mundo após a confirmação em novembro de 2007, na bacia de Santos, do estoque do pré-sal que vem sendo estudado desde os anos 1980. Suas reservas econômicas internacionais estão na cifra de 335 bilhões de dólares. O real se consolidou como uma moeda forte e de intensa atuação na zona latino-americana. É um dos maiores fomentadores de atividades (fora os países desenvolvidos) nos continentes americano e africano através do BNDES e empresas públicas e privadas.
Possui empresas de abrangência mundial nos campos petrolífero, exploração mineral, construção de aviões, siderurgia, engenharia, telecomunicações, máquinas elétricas, alimentos e bebidas o que lhe oferece razoável vantagem em penetração comercial em diversos continentes. O Brasil é uma das nações G4, que buscam assentos permanentes no Conselho de Segurança da ONU. O Brasil possui a sexta maior reserva de urânio e já o enriquece a um grau de 3,8% e 4% e pretende aumentá-lo para a 6%. O Brasil possui a sétima maior população do mundo e também a quinta maior extensão de terra do mundo. O Brasil abriga a maior biodiversidade do planeta, contando com cerca de 18% da biota global (2), um litoral de mais de 7.000 km, que permite um fácil escoamento da produção para o oceano Atlântico através dos vários portos existentes no país, e uma diversidade climática que propicia variada produção agrícola e industrial.
O Brasil nunca passou por um momento histórico que o obrigasse a se militarizar, exceto durante a Guerra do Paraguai, sempre tendo boas relações com todos os países, mas este quadro tende a mudar devido ao objetivo do Brasil de obter um assento permanente no Conselho de Segurança da ONU. Oficialmente o país não possui ogivas nucleares, mas é o único país da América Latina que domina o uso da energia nuclear[carece de fontes?]. Outrossim, conforme citado acima, o Brasil possui a 6ª maior reserva de urânio do mundo, sendo o enriquecimento desta substância necessário para a fabricação de armas nucleares, tendo já a tecnologia necessária para a construção delas. Os gastos do Brasil com as forças armadas chegam a 24 bilhões de dólares(2015), possuindo um dos 15 maiores orçamentos militares do planeta. O país também possui um dos maiores exércitos do mundo, a maior aeronáutica e marinha da América Latina.

### Fatores contrários
Há vários fatores que podem impedir o crescimento brasileiro como burocracia e tributação elevada sobre a população de média e baixa renda. O país tem problemas com a baixa qualidade da educação, infraestrutura não satisfatória, diferenças regionais acentuadas e alta concentração de renda. Além disso, a corrupção política e a violência no Brasil são muito grandes, exigindo políticas mais eficazes no campo social, que ainda não foram implementadas. O Brasil sempre foi conhecido internacionalmente pela burocracia exagerada. No ranking geral da burocracia do Banco Mundial, o Brasil ocupava o 116º lugar, de 189 países, o que afasta potenciais investidores que ajudam o país a emergir como superpotência.
Além disso, o governo brasileiro tem adotado uma política intervencionista, que se reflete no ranking de liberdade econômica, aparecendo em posições não compatíveis com uma superpotência.
O Brasil conta com sérios problemas sociais, como a desigualdade social, qualidade da educação e a forte violência. O Índice de Gini, que mede o nível de desigualdade no país, mostrou que a distribuição do rendimento médio mensal de todos os trabalhos foi mais desigual entre os homens, 0,491, do que entre as mulheres, 0,474. O valor desse índice varia de zero (a perfeita igualdade) até um (a desigualdade máxima). Além disso, a educação do país não possibilita o crescimento num longo prazo. O Brasil se distanciou da média de 40 países em um ranking que compara resultados de provas de matemática, ciência e leitura, e também índices como taxas de alfabetização e aprovação escolar. Outro problema que o país enfrenta é a forte violência. O Brasil é o 11º país mais inseguro do mundo no Índice de Progresso Social, sendo que países que recentemente foram alvos de manifestações violentas como Egito, Líbano, Ucrânia e Iêmen tem índice de segurança pessoal maior que o Brasil. Outro fator é a corrupção política; um ranking de corrupção coloca Brasil em 72º lugar entre 177 países, já sendo muito para uma superpotência.
A tributação no Brasil atingiu níveis superiores aos verificados em muitos países da Organização para a Cooperação e Desenvolvimento Econômico (OCDE), desestimulando negócios; os impostos representaram 32,4% do PIB no país.
Historicamente, o Brasil tem sido o país da América Latina com a maior proporção de tributos em relação ao PIB durante o período de 1990-2009 (mas, em segundo lugar, depois da Argentina em 2010), mostrando percentuais semelhantes à média da OCDE, especialmente depois de 2004— diz o documento Estatísticas sobre Receita na América Latina, divulgado em novembro de 2012.

## China
A China é geralmente considerada uma superpotência emergente devido ao grande número populacional que possui (1.344 bilhões de habitantes), possuir um vasto território rico em recursos naturais, e estar aumentando rapidamente seus gastos e capacidades nos setores econômicos e militares. Entretanto, ainda tem diversos problemas sócio-econômicos, políticos e demográficos que necessitam ser superados para ser considerada uma superpotência. A China não possui influência mundial quando comparada aos Estados Unidos ou à antiga União Soviética, porém, nas relações internacionais é considerada tanto um poder regional no Leste Asiático quanto uma grande potência.
A China tem a maior economia do mundo por PIB em Paridade de Poder de compra, estimado em 23,1 trilhões de dólares em 2017. A China tem crescido bastante desde 1979 (entre 1979 e 2002 o PIB cresceu em média 9,3%). Em 1989, ano domassacre da Praça da Paz Celestial, o crescimento do PIB foi de apenas 3,8%, mas a partir daí o crescimento esteve entre 7,6% e 14,2%. Esse crescimento aconteceu principalmente devido ao gigantesco aumento das exportações (de 8,8 bilhões de dólares em 1978 para 438 bilhões de dólares em 2003).
A presença de um dos subsolos mais ricos do mundo em matéria prima também tornaram o país independente de vários recursos minerais, apesar de isso estar prestes a desaparecer. Seu enorme mercado consumidor interno também favoreceu o crescimento dos investimentos externos. De acordo com o Banco Mundial, a renda bruta nacional per capita em dólares PPP foi de $18.270 em 2018.
Com tanto aumento da riqueza pessoal fez com que os chineses consumissem mais artigos de luxo, sendo alguns importados. Mais de 400 centros comerciais gigantescos abriram. Estas tendências fizeram que o Credit Suisse First Boston previsse que em 2015 os consumidores chineses passassem a ser os motores primários do crescimento econômico global. Em 2005 a China produziu 2,95 milhões de licenciados. O turismo também está entre as atividades econômicas que mais cresceram e o país já tem 20 milhões de turistas todos os anos e pensa-se que em 2020 será o mais visitado de todos.

### Fatores contrários
Pelo fato de ser um Estado comunista e manter em sua governabilidade um único partido que comanda a política nacional, a China carece de mecanismos democráticos e transparência política. A perseguição contra opositores políticos, a censura jornalística, a repressão violenta contra manifestações populares, etc., fazem da China um lugar altamente perigoso e instável, em termos de estabilidade política. A falta de liberdade política é um fator em ter em conta.
Desde 1979, a China começou a realizar grandes reformas na sua economia. As lideranças chinesas adotaram perspectivas práticas em muitos problemas políticos e socioeconômicos, e reduziram drasticamente o papel da ideologia na política econômica. Porém, o que se vê aplicado na economia chinesa é o capitalismo de estado em larga escala, na qual o estado têm um papel significativo na economia nacional, o que aumenta as chances da corrupção instalar-se nas esferas públicas. Em todo o país o desemprego subiu em fecha quando se quis acabar com os prejuízos das empresas estatais. No início do nosso século uma grande expansão do setor imobiliário levou a um rápido aumento dos preços.
Apesar da grande população motivar o consumo, a renda interna ainda não é muito alta, mesmo abaixo da média mundial, a média mundial é 11 569$ e a chinesa é 7 989 $, ligeiramente baixo para um país tão rico e extenso. A China também tem uma taxa de crédito mal-parado (na estimativa mais moderada), de 25%, o que é elevado, inclusive podendo chegar a 40% do PIB de 2009, segundo as estimativas de George Friedman ( fundador da STRATFOR)
Com o grande crescimento econômico e das populações urbanas (Xangai, nona maior cidade do mundo) surgiram graves problemas ambientais (5,77 toneladas per capita de CO2 enviados pela China em 2009, valor que mais que duplicou desde 2000). Com o grande crescimento econômico das últimas décadas, a China tornou-se o país mais poluente do mundo, ultrapassando os Estados Unidos nesse quesito. Por ter a maior população do planeta e como consequência desse crescimento industrial, as necessidades energéticas da China são colossais, quase todas satisfeitas à base do consumo de combustíveis fósseis.
O orçamento militar chinês cresceu 5,1% em 2019, para os 261 bilhões de dólares, apesar de este ainda ser pouco em relação ao orçamento militar americano. No entanto, faltam ainda duas décadas para a paridade militar entre os EUA e a China. Duma perspectiva americana, os gastos militares chineses são ainda poucos. Há uns tempos, a Economist alertava-nos para "os novos dentes do dragão", mas lembrando-nos que o gigante asiático gasta sete vezes menos do que os Estados Unidos no orçamento militar-industrial. Em percentagem do PIB, a relação é de um para quatro. A vantagem dos americanos é esmagadora: 450 mísseis intercontinentais contra 66, 14 submarinos nucleares com mísseis contra três, 6300 tanques contra 2800, 3000 aviões de última geração contra 750, 11 porta-aviões contra nenhum, 61 satélites militares contra 36. Os chineses apenas ganham no número de soldados, onde têm muito mais, sendo o país com mais soldados ativos no mundo.

## Índia
A Índia é geralmente considerada uma superpotência emergente devido à sua grande e estável população, e que possui setores econômicos e militares crescendo rapidamente. Muitas indústrias se instalam no país devido aos investimentos em tecnologia e na profissionalização da mão de obra, além da sua tradição em Ciências Exatas. Entretanto, possui diversos problemas econômicos, políticos, e sociais que necessitam ser superados para ser considerada uma superpotência. Também não tem muita influência mundial quando comparado a outros países como Estados Unidos. O Brasil também é considerado uma potência emergente, assim como a Índia.
Apesar da grande variação do crescimento do PIB, de forma geral o crescimento econômico desde 1991 (ano em que foi de apenas 1,06%) tem sido superior a 5%. Antes o crescimento, apesar de não tão elevado, já era normalmente (desde a recessão de 1979) superior a 3,5%.

## Rússia
A Rússia é geralmente considerada uma superpotência emergente devido ao seu grande poder militar. Durante a Guerra Fria, já foi uma superpotência como União Soviética, mas entrou em decadência anos depois. Hoje, a Rússia está enriquecendo novamente, fazendo parte das economias BRICS.
A Federação Russa possui o mais vasto território do mundo. Dentro dele há um dos subsolos mais ricos do mundo em recursos naturais e energéticos, como Petróleo, Carvão, Cobre, Ferro, Ouro e Zinco; sendo considerada uma Superpotência energética.
Herdeira da maior parte do antigo parque industrial da extinta URSS, o país é grande produtor de diversos produtos. Também é um dos países mais poderosos do mundo militarmente, tendo o maior número de ogivas nucleares do mundo. No entanto, a Federação Russa possui uma população em envelhecimento e economia cada vez mais dependente das exportações de petróleo.

## União Europeia
A União Europeia compõe-se de 27 estados soberanos, que - de um núcleo de seis membros de fundação na década de 1950 - construíram a maior união aduaneira multinacional do mundo, às vezes considerada ser os Estados Unidos nascentes da Europa. Os membros da União Europeia transferiram-lhe (ou juntaram) a soberania considerável, mais do que aquela de qualquer outra organização regional não soberana. Em certas áreas, a UE empreendeu o caráter de uma federação ou confederação.
A União Europeia foi designada como "superpotência emergente" por alguns acadêmicos. Muitos estudiosos e acadêmicos como T. R. Reid, Andrew Reding, Andrew Moravcsik, Mark Leonard, Jeremy Rifkin, John McCormick, e alguns políticos como Romano Prodi, Tony Blair, e Federica Mogherini acreditam que a UE é, ou se tornará, uma superpotência no século XXI. Há especulação quanto e se a UE já tenha alcançado a posição de superpotência apesar do seu nível de integração fragmentado. Enquanto o pensamento convencional considera que a UE não pode ser uma superpotência porque ele não é um estado unido e necessita de grandes forças armadas unificadas, também foi argumentado que nem a integração política nem o poder militar é necessário para a União Europeia manejar a influência internacional no modo que uma superpotência tradicional faria.
A União Europeia tem também uma influência decisiva na gestão da interdependência económica, dos direitos humanos, do meio ambiente, do desenvolvimento e da saúde a nível global. Um exemplo típico são as Nações Unidas. Embora os Estados Unidos geralmente tem crédito por ser o maior contribuinte para o organismo internacional, uma vez que agregamos a contribuição da Europa, veremos que é muito mais influente. Sem a pressão europeia, instituições como o Tribunal Penal Internacional, a Organização Mundial do Comércio e outras instituições globais não existiriam na sua forma atual, isso tudo confirma ser a União Europeia uma superpotência emergente. A Europa também emprega modos sutis de exercer o poder. Um é através da educação. A Europa é uma das duas superpotências educativas. Vinte e sete das 100 melhores universidades do mundo estão na Europa, contra 55 nos Estados Unidos, uma na Rússia e nenhuma na China. A Europa ultrapassa os Estados Unidos na educação de estudantes estrangeiros, acolhendo mais de dez vezes estudantes de fora da UE do que não chineses estudando na China.
John McCormick acredita que a UE já alcançou o status de superpotência, com base no tamanho e alcance global de sua economia e em sua influência política global. Ele argumenta que a natureza do poder mudou desde que a definição da superpotência foi introduzida pela Guerra Fria e que o poder militar não é mais essencial para ser considerada como uma superpotência. Ele argumenta que o controle dos meios de produção é mais importante do que o controle dos meios de destruição e contrasta o ameaçador poder dos Estados Unidos com as oportunidades oferecidas pelo poder da União Europeia.
Parag Khanna acredita que "a Europa está ultrapassando seus rivais para se tornar o império mais bem-sucedido do mundo." Khanna escreve que a América do Sul, Ásia Oriental e outras regiões preferem emular o "Sonho Europeu" ao invés da variante americana. Isso pode ser visto na União Africana e na União de Nações Sul-Americanas. Nomeadamente, a UE como um todo tem algumas das línguas mais importantes e influentes do mundo sendo estas oficiais dentro das suas fronteiras.
Além disso, é argumentado por comentaristas que a integração política plena não é necessária para que a União Europeia exerça influência internacional: as suas aparentes debilidades constituem os seus verdadeiros pontos fortes (devido à sua diplomacia discreta e à ênfase no Estado de direito) e que a UE representa um tipo de participante internacional novo e potencialmente mais bem-sucedido do que os tradicionais, no entanto, é incerto se a eficácia de tal influência seria igual à de uma união de Estados mais integrada politicamente, como a Estados Unidos.
Andrew Moravcsik, diretor do Programa da União Europeia na Universidade de Princeton cita que apesar da sua fragmentação, a Europa projeta eficazmente o poder nas áreas que mais contam para influência global. Certamente, os governos europeus muitas vezes discordam entre si, às vezes vociferante e em público. No entanto, a coordenação política, tanto formal como informal, permite que os governos europeus atuem como uma unidade para influenciar o mundo exterior. Três modos de coordenação europeia são fundamentais: políticas comuns da UE, coordenação e convergência política tácita.